# فوتبال در نیجریه

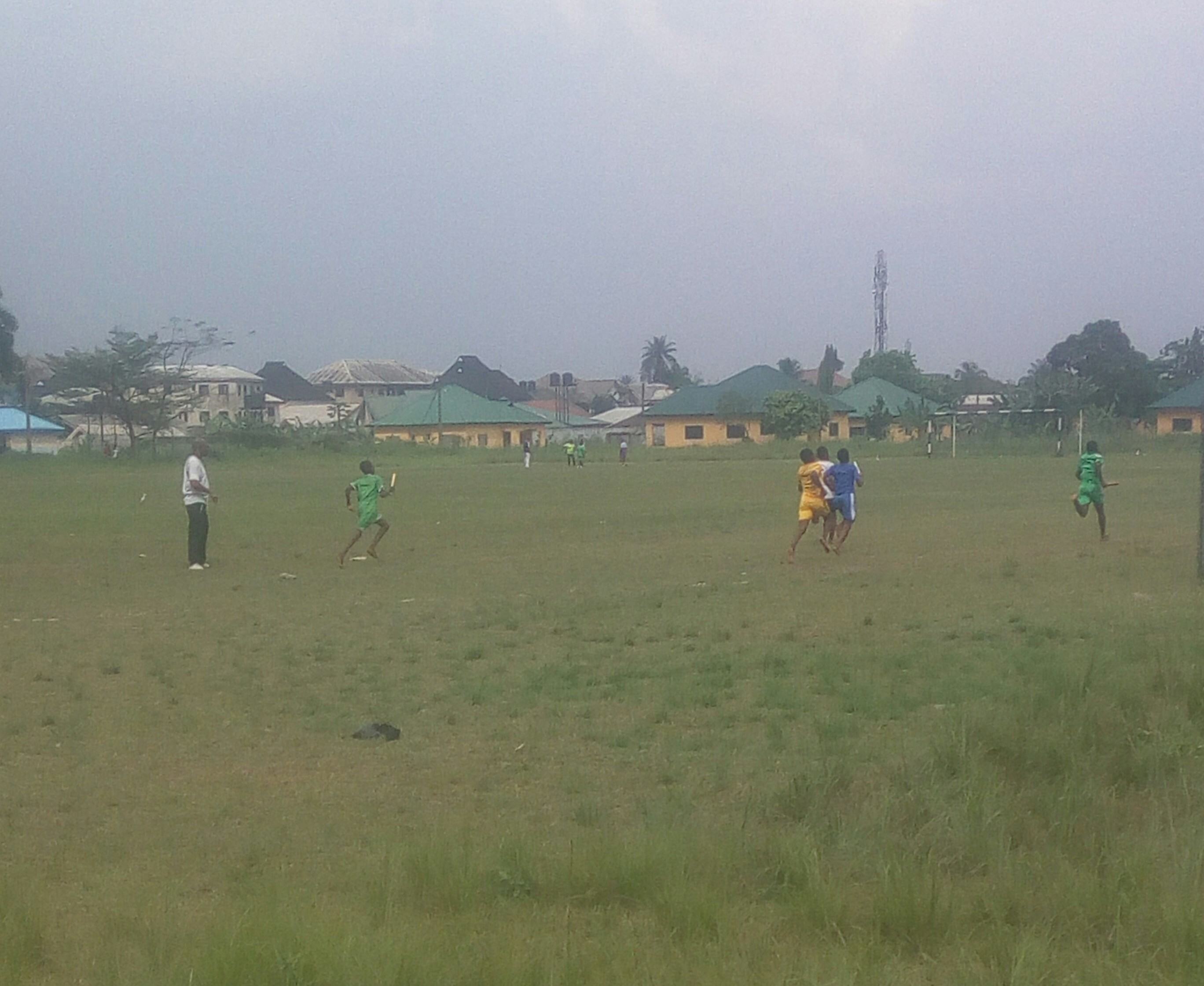
نمایی از بازی فوتبال زنان در نیجریه

فوتبال پرطرفدارترین ورزش در نیجریه است. تیم ملی فوتبال نیجریه به طور مرتب برای عناوین بین‌المللی وارد رقابت می‌شود و بسیاری از بازیکنان نیجریه‌ای در اروپا، به ویزه انگلستان بازی می‌کنند.